# Johan Gielen
Johan Gielen, né le 23 février 1968 à Mol en Belgique, est un artiste de trance, DJ et remixeur.
Il est également connu pour être le résident de l'event organisé par ID&T, la Trance Energy.

## Discographie

### Singles
- 2005 Flash
- 2005 Dreamchild
- 2005 Show Me What You Got
- 2006 Physical Overdrive
- 2007 Revelations